# Photo Booth

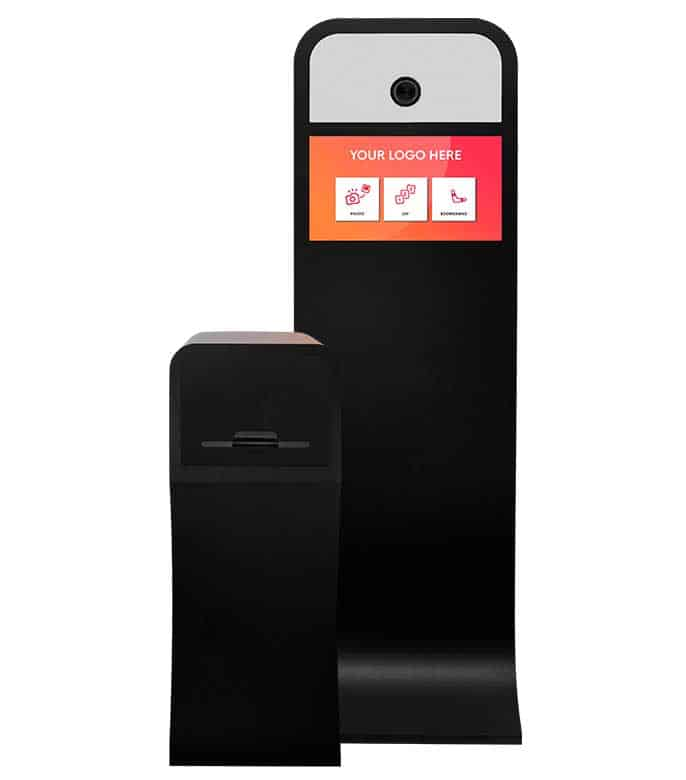
Photo booth moderno.

Photo Booth es una aplicación para tomar fotos y videos con la webcam iSight. Es desarrollado por Apple como parte de los sistemas macOS y iPadOS (en el iPad y el iPad Mini disponible desde el iPad 2.
Photo Booth fue liberado en octubre de 2005 y fue originalmente disponible solamente en computadores Macintosh que tenían un cámara integrada iSight y que tenían el sistema operativo Mac OS Tiger (versión 10.4)
Photo Booth muestra una imagen previa de la vista de la cámara en tiempo real. Las miniaturas de fotos y videos guardados se muestran en la parte inferior de esta ventana, oscureciendo la parte inferior de la vista previa del video. Estos se pueden mostrar o reproducir haciendo clic en las miniaturas.
De forma predeterminada, la vista previa en vivo de Photo Booth y las imágenes capturadas se invierten horizontalmente para simular que el usuario se mira en un espejo; una opción proporciona imágenes no invertidas.

## Post-procesamiento
Después de tomar la fotografía, se pueden aplicar efectos haciendo clic en el botón "Efectos". Photo Booth tiene dos conjuntos de efectos de imagen que se pueden aplicar al tomar una foto. El primer conjunto contiene filtros fotográficos similares a los de Adobe Photoshop; Se pueden descargar efectos adicionales desde sitios web. Otro conjunto permite reemplazar el fondo con un fondo personalizado.

### Fondos
Desde Mac OS X 10.5 Leopard, el usuario puede aplicar fondos para proporcionar un efecto similar a una pantalla verde. Cuando se seleccionaba un fondo, aparecía un mensaje que le decía al usuario que se alejara de la cámara. Una vez que se analizó el fondo, el usuario retrocedió frente a la cámara y se mostró frente al fondo elegido.
La aplicación podría reconocer un fondo fijo y luego reemplazarlo con una imagen preestablecida (incorporada o proporcionada por el usuario) o un clip de película. El efecto no fue muy convincente, ya que la imagen del sujeto se rompía y era penetrada aleatoriamente por la imagen de fondo.
Los fondos estaban disponibles solo en Mac con un procesador Intel.
Los fondos se eliminaron de Photo Booth en MacOS Catalina (Versión 10.5) sin explicación

### Fondos incorporados en Photo Booth antes de la eliminación
- Dispositivo de camuflaje
- Arte pop
- Holograma
- Nubes
- Puntos de color
- Salida de la tierra
- Torre Eiffel
- Pescado
- Montaña rusa
- Atardecer
- Yosemite